# 코벨 아치

코벨 아치 디자인("거짓 아치")의 기본 원리.

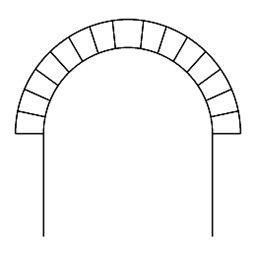
비교를 위해 중앙 쐐기돌("참된 아치")에 의해 유지되는 쐐기 모양의 홍예석이 있는 반원형 아치이다.

코벨 아치(Corbel arch) 또는 까치발 아치는 벽의 입구나 다리의 경간과 같이 구조물의 공간이나 빈 공간을 연결하기 위해 코벨이라는 건축 기술을 사용하는 아치형 건축 방법이다. 코벨 볼트(corbel vault)는 이 기술을 사용하여 건물 지붕의 상부 구조를 지지한다.
코벨 아치는 벽의 스프링 라인(벽이 수직에서 분리되어 아치형 통로 중앙의 정점을 향해 호를 형성하는 지점)에서 시작하여 돌(또는 벽돌)의 연속적인 수평 코스를 오프셋하여 구성된다. 코스가 아치형 통로의 정점에서 만날 때까지 각 지지 측면에서 아치형 입구의 중앙을 향해 진행된다(종종 마지막 간격은 평평한 돌로 연결됨). 코벨형 볼트 덮개의 경우 이 기술은 두 개의 반대 벽 길이를 따라 3차원으로 확장된다.
기둥과 상인방 설계에 비해 하중 지지 효율성이 향상되었지만 코벨 아치는 완전히 자립형 구조가 아니며 이러한 이유로 코벨 아치는 때때로 거짓 아치라고도 불린다. "참된" 아치와는 달리, 거짓 아치(코벨 아치)는 중앙 종석에 의해 함께 고정되는 쐐기 모양의 홍예석(voussoir)이 아닌 수평으로 놓인 돌이나 벽돌로 지어졌다. "참된" 아치와는 달리, 상부 구조의 무게로 인해 발생하는 구조의 인장 응력 전체가 압축 응력으로 변환되는 것은 아니다.
코벨 아치와 궁륭에는 중력의 영향을 상쇄하기 위해 상당히 두꺼운 벽과 다른 돌 또는 채우기의 지지대가 필요하다. 그렇지 않으면 아치형 통로의 각 측면이 안쪽으로 붕괴되는 경향이 있다.
일부 아치는 계단식 스타일을 사용하여 블록 면을 직사각형으로 유지하는 반면, 다른 아치는 일반적으로 뾰족한 모양으로 아치에 부드러운 가장자리를 제공하기 위해 선택한다.